# Jakob Bergman
Karl Jakob Lennart Bergman, född 2 januari 1996 i Uppsala, är en svensk fotbollsspelare som spelar för Nyköpings BIS.

## Karriär
Bergmans moderklubb är Knivsta IK. 2009 gick han över till IK Sirius. Bergman debuterade som 16-åring i A-laget i en match mot Hammarby IF i Svenska cupen. Under 2012 fick han även debutera i division 1 Norra mot Väsby United.
I juni 2013 värvades Bergman av IFK Göteborg till klubbens u-trupp. Han spelade för klubbens ungdomslag i 2,5 år.
I mars 2016 återvände Bergman till IK Sirius, där han skrev på ett tvåårskontrakt. Bergman debuterade i Superettan den 21 maj 2016 i en 6–0-vinst över Degerfors IF, där han i den 63:e minuten byttes in mot Johan Andersson. Den 4 juni 2016 gjorde Bergman sitt första mål för Sirius i en 2–1-vinst över Trelleborgs FF. Den 24 oktober samma år nickade han in bollen på Örjans Vall som tog Sirius tillbaka till Allsvenskan för första gången sedan 1974.
I augusti 2017 lånades Bergman ut till division 1-klubben Nyköpings BIS. Efter säsongen 2017 lämnade han IK Sirius. Kort därefter blev han klar för Varbergs BoIS. I januari 2019 lånades Bergman ut till Nyköpings BIS.
I januari 2020 värvades Bergman av Umeå FC, där han skrev på ett tvåårskontrakt. Efter säsongen 2020 lämnade Bergman klubben. I januari 2021 gick han till Nyköpings BIS.